# Kalekowec
Kalekowec (bułg. Калековецо) – wieś w południowej Bułgarii, w obwodzie Płowdiw, w gminie Marica.
Przemysł węgla drzewnego. Miejscowość Kalekowec znajduje się 14 km od Płowdiwu. Przez północno-wschodnią część wsi przepływa rzeka Strjama.
Wieś powstała w 1711 roku przez tureckiego pana feudalnego.